# Skønlitteratur
Skønlitteratur er litteratur, der overvejende er fiktiv, dvs. opdigtet af en forfatter. 
Aristoteles deler skønlitteraturen i tre hovedgenrer:
- epik (fortællende former)
- drama (visende former)
- lyrik (udtrykkende former)

Brugstekster er skønlitterære tekster, der bruges til noget konkret som i gudstjenester eller som danse-akkompagnement. Folkeviser og salmer er eksempler på brugstekster.
Hver hovedgenre kan opdeles i undergenrer som roman, novelle, eventyr, fabel, aforisme, tragedie, komedie, lystspil, vaudeville, sonet, ballade, ode, hymne, elegi...
Litteratur opdeles i skønlitteratur og faglitteratur. 